# Verein für Geschichte der Stadt Nürnberg
Der Verein für Geschichte der Stadt Nürnberg (früher auch Verein für die Geschichte der Stadt Nürnberg) ist ein historischer Verein in Nürnberg. Er wurde 1878 gegründet. Seine Geschäftsstelle ist beim Nürnberger Stadtarchiv angesiedelt. Heinrich Heerwagen und Ernst Mummenhoff waren Mitbegründer des Vereins.
Zu seinen Publikationen zählen die Mitteilungen des Vereins für Geschichte der Stadt Nürnberg (MVGN), von denen bislang über 100 Bände erschienen sind, und die unregelmäßig erscheinenden Nürnberger Forschungen - Einzelarbeiten zur Nürnberger Geschichte mit bislang 31 Bänden, die umfangreichere Monographien und Abhandlungen zu stadtgeschichtlichen Themen enthalten.

## Publikationen
- Mitteilungen des Vereins für Geschichte der Stadt Nürnberg (MVGN), ISSN 0083-5579, Digitalisate
- Nürnberger Forschungen – Einzelarbeiten zur Nürnberger Geschichte, ISSN 0078-2653